# حمدي مصطفى
حمدي مصطفى (13 ديسمبر 1928 - 21 سبتمبر 2011) هو ناشر مصري، وصاحب مشروع القرن الثقافي “روايات مصرية للجيب”، الذي خرج منه عدد من المؤلفين الشبان، الذين صاروا اليوم من الأسماء اللامعة في عالم الرواية وسماء الأدب. وهو أحد رواد النشر لروايات الأطفال والشباب في مصر والعالم العربي، هو صاحب ومدير المؤسسة العربية الحديثة للطبع والنشر، والمشرف العام على كافة الأعداد والسلاسل التي تصدرها المؤسسة.

## حياته ومسيرته
محمد حمدي سيد مصطفى ولد بالقاهرة 13 ديسمبر 1928، تخرج في كلية التجارة، جامعة القاهرة، نشر حمدي «روايات مصرية للجيب» و«رجل المستحيل» وزهور و«ملف المستقبل» و«ما وراء الطبيعة» و«المكتب رقم 19» و«فلاش» و«زووم» و«كوكتيل 2000» و«ع 2X» - كما أنه نشر العديد من الكتب الدراسية للمراحل التعليمية المختلفة مثل «سلاح التلميذ» وغيرها.
قدم حمدي العديد من الأعمال الممتعة التي ما زالت تجد صدى واسعًا لدى كل الأعمار السنية، كما ساهمت دار «المؤسسة العربية الحديثة» في تقديم أجيال متعاقبة من المؤلفين والرسامين والمخرجين والمصممين والمنفذين.
كان له فضل كبير في البدء بإصدار سلاسل روايات مصرية للجيب عام 1984. كما أنه لم يكن يتردد في الاهتمام بالمواهب الشابة ورعايتها، فكان له الفضل في توجيه أهم مؤلفي السلاسل في المؤسسة، بدءًا من د.نبيل فاروق والأديب الكبير فوزى عوض السعداوى مؤلف سلسلة روايات زهور قبل ما يزيد عن 15 عام وحتى د.محمد سليمان عبد الملك . فرعاهم حتى وصلوا لما هم عليه اليوم.
يشار إلى أن «المؤسسة العربية الحديثة» تأسست عام 1960، وبدأ الناشر حمدى مصطفى في نشر سلسلة «روايات مصرية للجيب» عام 1984، واستطاع أن يقدم ما يزيد على 1500 رواية.

## وفاته
في يوم الأربعاء 21 سبتمبر 2011، فقدت الساحة الثقافية الأستاذ حمدي مصطفى بعد عامين من المرض.